# 신암중학교 (대구)
신암중학교(新岩中學校)는 대구광역시 동구 신암동에 있었던 공립 중학교이다.

## 학교 연혁
- 1985년 12월 20일 : 학교 설립 인가
- 1986년 3월 1일 : 초대 이공현 교장 부임
- 1986년 3월 5일 : 제1회 입학식
- 1989년 2월 10일 : 제1회 졸업식(547명)
- 1989-10-27 대구광역시 교육청 지정 시범학교 연구 발표(국어과)
- 1993-12-29 현장 장학 우수 학교 표창
- 1994-12-29 근검 절약 우수 학교 표창
- 1998년 4월 30일 : 태권도 훈련장 준공
- 1998-10-30 대구광역시 교육청 지정 열린교육 시범학교 운영 발표회
- 2002년 2월 15일 : 태권도 합숙소(건성관) 및 학교급식소 완공
- 2002-11-01 대구광역시교육청 지정 학생토론문화 시범학교 운영 보고회
- 2005-12-29 대구광역시 교육정보화 우수학교 교육감표창
- 2006-12-28 2006 교육활동 유공학교 교육장 표창
- 2007년 9월 1일 : 다목적 우레탄 시설 완공
- 2007-12-28 2007년 교육활동 유공학교 교육장 표창
- 2008-11-03 보건실 현대화 사업
- 2008-11-04 대구시교육청지정 진로교육 시범학교 운영보고회
- 2008-12-26 2008교육활동 유공학교 교육감 표창
- 2008-12-30 교육복지투자우선지역학교 선정(2009.03.01 ~ 2014.02.28)
- 2009-05-01 ICT 모둠학습실 구축
- 2009-08-01 냉ㆍ난방시설 현대화 사업
- 2009-08-04 교과교실제 운영 학교 선정(수준별수업형C형)
- 2009-10-21 다양한 학교 운동장(인조 잔디 운동장) 준공
- 2009-12-23 영어전용교실 구축
- 2009-12-24 2009교육활동 유공학교 교육장표창
- 2010-02-03 창호 현대화 사업
- 2010-02-10 제22회 졸업식 거행(237명, 누계 8867명)
- 2010-02-20 교과교실8실 구축
- 2010-03-01 제14대 김태한 교장 부임
- 2010-03-02 2010학년도 신입생 입학식(124명)
- 2010-03-02 3개 교과 교과교실제 실시
- 2010-12-08 학교평가 영역별 우수교
- 2011-02-10 제22회 졸업식 거행(193명,누계 9060명)
- 2011-03-01 제15대 정원용 교장 부임
- 2011-03-02 2011학년도 신입생 입학식(146명)
- 2011-04-01 학교교육계획서 우수교
- 2011-05-16 중앙현관 교육 환경 정비
- 2011-06-15 시가 넘치는 학교 교정 만들기
- 2011-08-18 학교 교훈 비 설치
- 2011-11-20 특색 있는 학교 공원화 사업
- 2011-12-30 교육복지우선지원사업 우수학교 선정
- 2012-02-07 제25회 졸업식(121명, 누계 9341명)
- 2012-02-09 제24회 졸업식(160명, 누계 9220명)
- 2012-03-02 2012학년도 제27회 입학식(109명)
- 2012-12-21 2012 청렴도향상의지평가 우수상 교육감 표창, 2012 학교특색경영 우수학교 교육장 표창
- 2012-12-24 2012 교육활동 유공학교 교육장 표창
- 2012-12-28 2012 교육복지우선지원사업 우수사례학교 최우수상 교육감 표창
- 2013년 3월 4일 : 2013학년도 제28회 입학식(106명)
- 2013년 9월 1일 : 제16대 김옥경 교장 부임
- 2013-12-12 자유학기제 연구학교 선정(2014.03.01~2016.02.29)
- 2013-12-24 교육활동 유공학교 교육장 표창(장학활동 영역)
- 2014-02-12 제26회 졸업식(144명, 누계 9485명)
- 2014-03-03 2014학년도 제29회 입학식(91명)
- 2014-10-21 2014학년도 대한민국행복학교박람회 교육부장관 표창
- 2015-02-13 제 27회 졸업식(120명, 누계 9605명)
- 2015-03-02 2015학년도 제 30회 입학식(62명)
- 2015-11-19 2015 연구학교.행복학교 박람회 참가
- 2015-12-12 2015 동부교육지원청 자유학기제 동행진로박람회 참가
- 2015-12-16 2015 전국학생한자능력경진대회 중등부 단체 최우수 국회의장상
- 2015-12-30 2015 교육활동 유공학교 교육감 표창
- 2016년 2월 3일 : 제28회 졸업식(119명, 누계 9,724명)
- 2016년 3월 2일 : 2016학년도 제31회 입학식(63명)
- 2017년 3월 2일 : 아양중학교와 함께 신아중학교로 통·폐합[1][2], 31년만에 폐교

## 참고 자료
- 신암중학교 - 한국교육학술정보원 학교알리미